# Paul McAllister
Paul McAllister (New York, 30 giugno 1875 – Santa Monica, 8 luglio 1955) è stato un attore e sceneggiatore statunitense che lavorò soprattutto all'epoca del cinema muto.

## Biografia
Nato a Brooklyn nel 1875, Paul McAllister iniziò a recitare a teatro. Il suo nome appare sui programmi di Broadway fin dal 1898. Nel 1912, esordì nel cinema come attore in una pellicola prodotta della Edison Company. Saltuariamente, fu anche sceneggiatore e regista.
Girò nella sua carriera circa una quarantina di film.
Era sposato con Margaret McKinney.

## Filmografia

### Attore
- Two Little Kittens, regia di Charles M. Seay (1912)
- The Scales of Justice, regia di Thomas N. Heffron (1914)
- The Man Who Found Himself, regia di Frank Hall Crane (1915)
- Hearts in Exile, regia di James Young (1915)
- The Money Master, regia di George Fitzmaurice (1915)
- Via Wireless, regia di George Fitzmaurice (1915)
- Trilby, regia di Maurice Tourneur (1915)
- His Brother's Wife, regia di Harley Knoles (1916)
- The Whip, regia di Maurice Tourneur (1917)
- The Sign on the Door, regia di Herbert Brenon (1921)
- La vita è un sogno (Forever), regia di George Fitzmaurice (1921)
- A Stage Romance, regia di Herbert Brenon (1922)
- What's Wrong with the Women?, regia di Roy William Neill (1922)
- You Can't Fool Your Wife, regia di George Melford (1923)
- Columbus
- Jamestown
- Yolanda, regia di Robert G. Vignola (1924)
- The Moral Sinner, regia di Ralph Ince (1924)
- The Lone Wolf, regia di Stanner E.V. Taylor (1924)
- Maschietta (Manhandled) (1924), regia di Allan Dwan (1924)
- For Woman's Favor, regia di O.A.C. Lund (1924)
- Gli eroi del deserto (Beau Geste), regia di Herbert Brenon (1926)
- Fiore del deserto (The Winning of Barbara Worth), regia di Henry King (1926)
- She's a Sheik
- Gli amori di Carmen (The Loves of Carmen), regia di Raoul Walsh (1927)
- Padre (Sorrell and Son), regia di Herbert Brenon (1927)
- The Big Killing, regia di F. Richard Jones (1928)
- L'arca di Noè (Noah's Ark) regia di Michael Curtiz e Darryl F. Zanuck (1928)
- Evangelina (Evangeline), regia di Edwin Carewe (1929)
- The Case of Sergeant Grischa, regia di Herbert Brenon (1930)
- Beau Ideal
- La modella (Inspiration), regia di Clarence Brown (1931)
- Cock of the Air, regia di Tom Buckingham (1932)
- Il giudice (Judge Priest), regia di John Ford (1934), non accreditato
- La donna del mistero (Mystery Woman), regia di Eugene Forde (1935)
- Il raggio invisibile (The Invisible Ray), regia di Lambert Hillyer (1936)
- Il prigioniero dell'isola degli squali (The Prisoner of Shark Island), regia di John Ford (1936)
- Furia (Fury), regia di Fritz Lang (1936)
- Maria di Scozia (Mary of Scotland), regia di John Ford (1936)
- Notte bianca (The Doctor Takes a Wife), regia di Alexander Hall (1940)

### Sceneggiatore
- His Greatest Victory, regia di George Lessey - cortometraggio (1913)
- The Stolen Voice, regia di Frank Hall Crane (1915)

### Regista
- One Hour

### Film o documentari dove appare Paul McAllister
- Magic Movie Moments, regia di Robert Youngson (filmati d'archivio di L'arca di Noè) (1953)

## Spettacoli teatrali

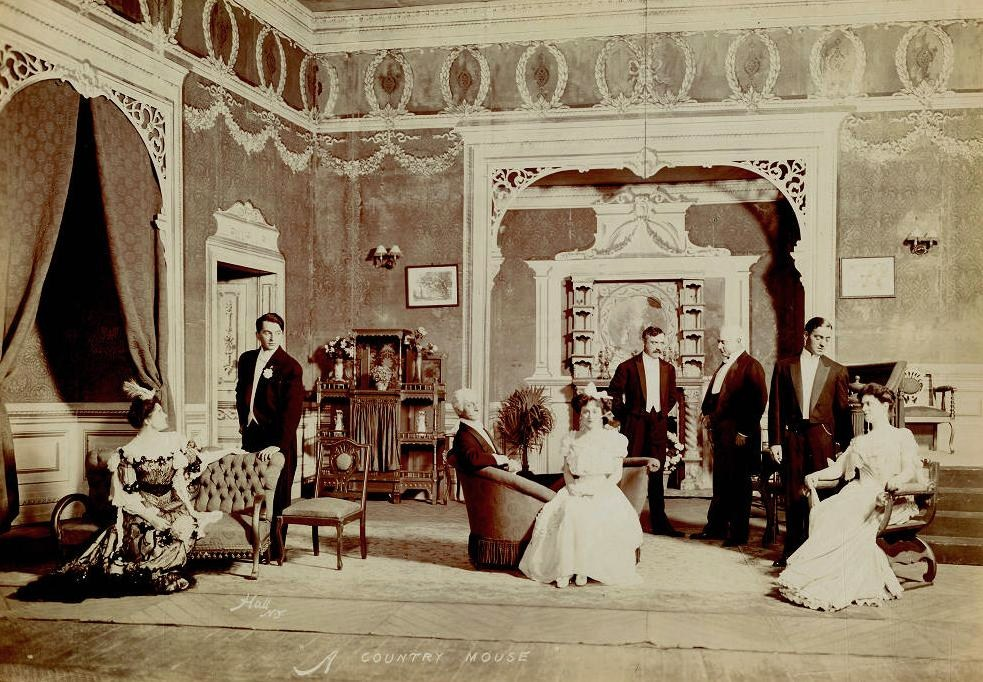
A Country Mouse

- A Country MouseA Runaway Girl (Broadway, 25 agosto 1898)
- The Girl from Maxim's (Broadway, 29 agosto 1899)
- Richard Carvel (Broadway, 11 settembre 1900)
- The Devil (Broadway, 18 agosto 1908)
- Yip Yip Yaphank (Broadway, 19 agosto 1918)
- Don Juan (Broadway, 5 settembre 1921)
- She Stoops to Conquer, di Oliver Goldsmith (Broadway, 9 giugno 1924)
- The Grand Duchess and the Waiter (Broadway, 13 ottobre 1925)